# Комполє (Луковиця)
Комполє (словен. Kompolje) — поселення в общині Луковиця, Осреднєсловенський регіон, Словенія. 
Висота над рівнем моря: 356,4 м.